# Calliprason costifer
Calliprason costifer là một loài bọ cánh cứng trong họ Cerambycidae.